# Wilfried Peffgen
Wilfried Peffgen (1 de outubro de 1942 – 9 de maio de 2021) foi um ciclista alemão que competiu no ciclismo nos Jogos Olímpicos de Verão de 1964, pela equipe Alemã Unida. Conquistou três medalhas de ouro no Campeonato Mundial de Meio-Fundo em 1976, 1978 e 1980, e duas de prata na mesma competição em 1977 e 1979.

## Morte
Peffgen morreu em 11 de maio de 2021, aos 78 anos de idade, em Colônia.